# Луций Валерий Флакк (консул 131 года до н. э.)
Лу́ций Вале́рий Флакк (лат. Lucius Valerius Flaccus; II век до н. э.) — римский политический деятель из патрицианского рода Валериев, консул 131 года до н. э. Неудачно претендовал на командование в Пергамской войне.

## Происхождение
Луций Валерий принадлежал к одному из самых знатных патрицианских родов Рима. Легендарный прародитель Валериев был сабинянином и переселился в Рим вместе с соправителем Ромула Титом Тацием. Его потомок Публий Валерий Публикола стал одним из основателей Римской республики и консулом в первый год её существования, и в дальнейшем Валерии регулярно появлялись в Капитолийских фастах.
Носители когномена Флакк (Flaccus) были с середины III по середину I вв. до н. э. наиболее могущественной ветвью Валериев (наряду с Мессалами). Они достигали консульства в каждом из шести поколений. Луций Валерий был сыном консула 152 года до н. э. того же имени; его дед был консулом в 195 году до н. э. и коллегой Марка Порция Катона по консулату и цензуре.

## Биография
О ранних этапах карьеры Луция Валерия ничего не известно. В историографии предпринимались попытки связать отдельные сообщения в эпиграфических источниках и в «Иудейских древностях» Иосифа Флавия с гипотетическими эдилитетом и претурой Флакка соответственно, но надёжные результаты получены не были. Точно известно только, что должность претора Луций Валерий должен был занимать не позже 134 года до н. э. (в соответствии с требованиями Закона Виллия), а к 131 году до н. э. он был фламином Марса.
В 131 году до н. э. Луций Валерий стал консулом вместе с плебеем Публием Лицинием Крассом Муцианом, который годом ранее был избран верховным понтификом. В это время на Востоке, на территории Пергамского царства, завещанного Римской республике последним царём, началось восстание Аристоника. Оба консула заявили о своих претензиях на командование в этой войне. При этом Красс использовал своё более высокое положение как жреца, чтобы запретить коллеге покидать Рим и таким образом автоматически обеспечить командование за собой. Он мог опираться на два прецедента: в 242 году до н. э. верховный понтифик Луций Цецилий Метелл запретил отправляться на войну фламину Марса Авлу Постумию Альбину во время его консулата, а в 189 году до н. э. дед Муциана, Публий Лициний Красс Див, запретил претору и фламину Квирина Квинту Фабию Пиктору отъезд на Сардинию. Исследователи обратили внимание на ещё один эпизод: в 208 году до н. э. тот же Публий Красс сделал фламином Юпитера Гая Валерия Флакка (двоюродного деда Луция) против его воли и добивался запрета для него заседать в сенате, но Флакк настоял на этом своём праве. Во всех этих случаях верховные понтифики-плебеи пытались использовать подчинённое положение фламинов, чтобы ослабить власть патрициата. Красс Муциан мог руководствоваться ещё и желанием отомстить за поражение своего деда.
Народное собрание высказалось в пользу Луция Валерия, но тот не мог нарушить запрет верховного понтифика. В результате Красс Муциан отправился на Восток, где вскоре потерпел поражение и погиб. В глазах его политических противников это могло выглядеть как заслуженное наказание за ущемление законных прав Луция Валерия.
У Луция Валерия был сын того же имени — консул 100 года до н. э., цензор 97 года и принцепс сената в 80-е годы до н. э.